# Kårsta
Kårsta – miejscowość (tätort) w Szwecji, w regionie administracyjnym (län) Sztokholm, w gminie Vallentuna.
Według danych Szwedzkiego Urzędu Statystycznego liczba ludności wyniosła: 502 (31 grudnia 2015), 511 (31 grudnia 2018) i 516 (31 grudnia 2019).